# Französischer Revolutionskalender/Y1
Dies ist der Französische Revolutionskalender für das Jahr I der Republik, das vom 22. September 1792 bis zum 21. September 1793 des gregorianischen Kalenders dauerte.